# أوبيد نكامباديو
أوبيد نكامباديو (بالإنجليزية: Obed Nkambadio)‏ هو لاعب كرة قدم فرنسي يلعب مع نادي باريس.